# Mackay Lacus
Il Mackay Lacus è una struttura geologica della superficie di Titano.